# Лучевой сгибатель запястья
Лучевой сгибатель запястья (лат. Musculus flexor carpi radialis) — плоская длительная мышца. Расположена латеральнее всех сгибателей предплечья. В проксимальном отделе прикрыта только апоневрозом двуглавой мышцы плеча и длинной ладонной мышцы, а остальная, большая часть мышцы — только фасцией и кожей. Мышца начинается от медиального надмыщелка плечевой кости, межмышечной перегородки и фасции предплечья. Направляется вниз и проходит под удерживателем сгибателей к основанию ладонной поверхности II (III) пястной кости.

## Функция
Производит сгибание кисти, а также может отводить её в лучевую сторону в комбинации с другими мышцами.